# Ташкентське авіаційне виробниче об'єднання ім. В. П. Чкалова
Ташкентське авіаційне виробниче об'єднання імені В. П. Чкалова (ДАТ «ТАВОіЧ») з 2012 АТ «Ташкентський механічний завод» — підприємство, яке виробляло авіаційну техніку (Іл-14, Ан-8, Ан-12, Ан-22, Іл-76 та Іл-114) у Ташкенті (Узбекистан).
Засновано 20 листопада 1941 року, і як авіабудівне підприємство припинило існування у 2014 році. У 2012 році ДАТ «ТАВОіЧ» перейменовано на АТ «Ташкентський механічний завод» та у 2015 році включено до складу АТ «Узбекистон темир йуллари» (Залізниці Узбекистану).

## Історія
Ташкентський авіазавод бере початок від заснованого в 1932 ремонтного заводу № 84 «Головне управління цивільного повітряного флоту при Раді Міністрів СРСР» в місті Хімки Московської області, евакуйованого в 1941 в Ташкент.
15 лютого 1928 року було затверджено перший п'ятирічний план. У цьому плані висловили бажання головного управління у прискоренні розвитку вітчизняної авіації, і перехід на 100 % внутрішнє авіавиробництво. До кінця першої п'ятирічки було збудовано кілька радянських моделей. Протягом другої п'ятирічки новому заводу було поставлено завдання технічного обслуговування та переобладнання літака АНТ-9.
1936 року розпочалася підготовка до випуску ліцензійного літака DC-3. Сам літак набув нового позначення DC-3 2М-62ІР. У 1939 році випробування було проведено успішно і літак отримав нове позначення ПС-84 (Пасажирський літак заводу № 84). B 1936 на базі бригади № 2 ЦКЛ авіазаводу № 39 було створено ОКБ-84 на чолі з Н. Н. Полікарповим, в якому проводилися роботи по винищувачах І-15, І-16, І-17, пікіруючим бомбардувальникам ВІТ-1, ВІТ -2. ОКБ Полікарпова працювало заводі до лютого 1938 року.
У 1937 році на заводі були побудовані катери на повітряній подушці В. І. Левкова.
У 1939 році під керівництвом конструктора В. Ф. Болховітінова побудували бомбардувальник ББС-1. У 1940 році, протягом року до переправки підприємства у Ташкент, устаткування модернізували збільшення виробництва.
Після вступу СРСР до Другої світової війни на заводі проводився ремонт пошкоджених на фронті радянських літаків Іл-2.
У грудні 1941 року з міста Хімки Московської області до Ташкента було здійснено евакуацію заводу. Вантаж та люди були розподілені у 17 ешелонах. У січні 1942 року завод був перебазований та відновив роботу на новому місці. З 1942 року організовано виробництво нового літака Лі-2, створеного на основі американського літака DC 3. Виробництво з 1941 до 1953 року (перші шість машин побудовано до евакуації в 1941 році).
З 1973 року завод випускав середній транспортно-десантний літак Іл-76, а також його версію повітряного паливозаправника Іл-78 та літака далекого радіолокаційного виявлення та управління (ДРЛВіУ) А-50. Офіційно замовлення виробництва літака було видано у плані X п'ятирічки, 1976—1980. Загалом на підприємстві було випущено 950 машин.

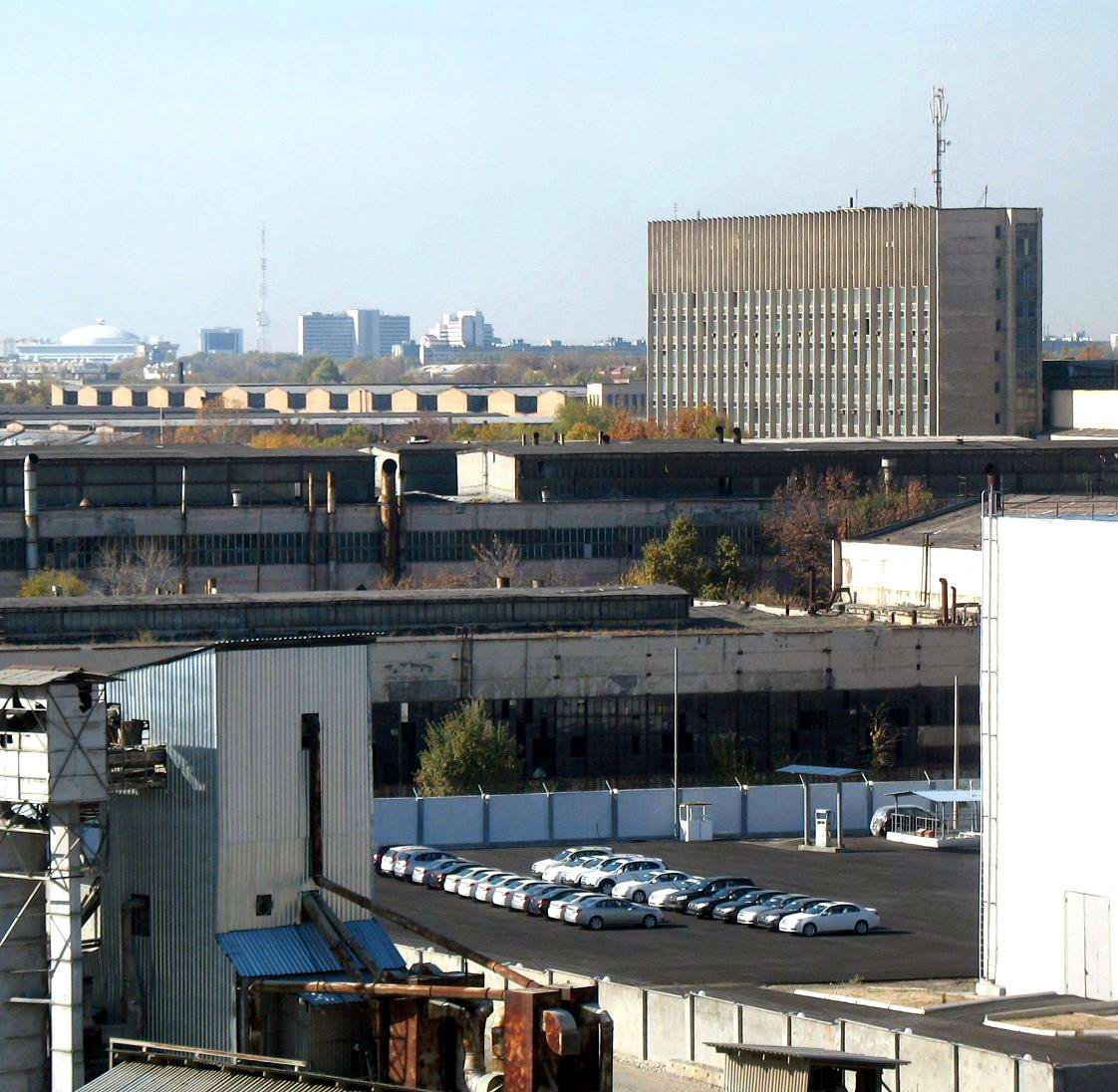
Адміністративна будівля та депо, підприємство ТАВОіЧ, 2009 рік

Після розпаду СРСР уряд Узбекистану поставив завдання щодо збільшення внутрішньої продукції та заміни вітчизняним виробництвом імпортної продукції. Пройшла протекціоністська політика, зупинка обміну валюти та застосовані фінансові та юридичні методи щодо зниження товарообігу між Узбекистаном та іншими країнами. Саме підприємство залишилося під контролем держави, незначна частина акцій (10 %[недоступне посилання з 04.2018]) було розпродано робочому колективу.
1990 року була організована кооперація з українським «ОКБ Антонов» на постачання крила для літака Ан-70.
У 2010 році Господарський суд Ташкента ініціював процедуру банкрутства щодо ДАТ «ТАВОіЧ». 1 листопада для підприємства було запроваджено зовнішнє управління терміном один рік.
З 1 січня 2011 року ДАТ «ТАВОіЧ» очолив Рустам Абдуразаков, який отримав посаду зовнішнього керуючого.
З 1 травня 2015 року АТ «Ташкентський механічний завод» увійшов до складу АТ «Узбекистон темир йуллари» (Залізниці Узбекистану) та розпочав освоєння виробництва деталей для підприємств залізничної галузі країни.
У 2020 році на території заводу відкрилося складальне виробництво побутової техніки під маркою «Технопарк».

## Галерея

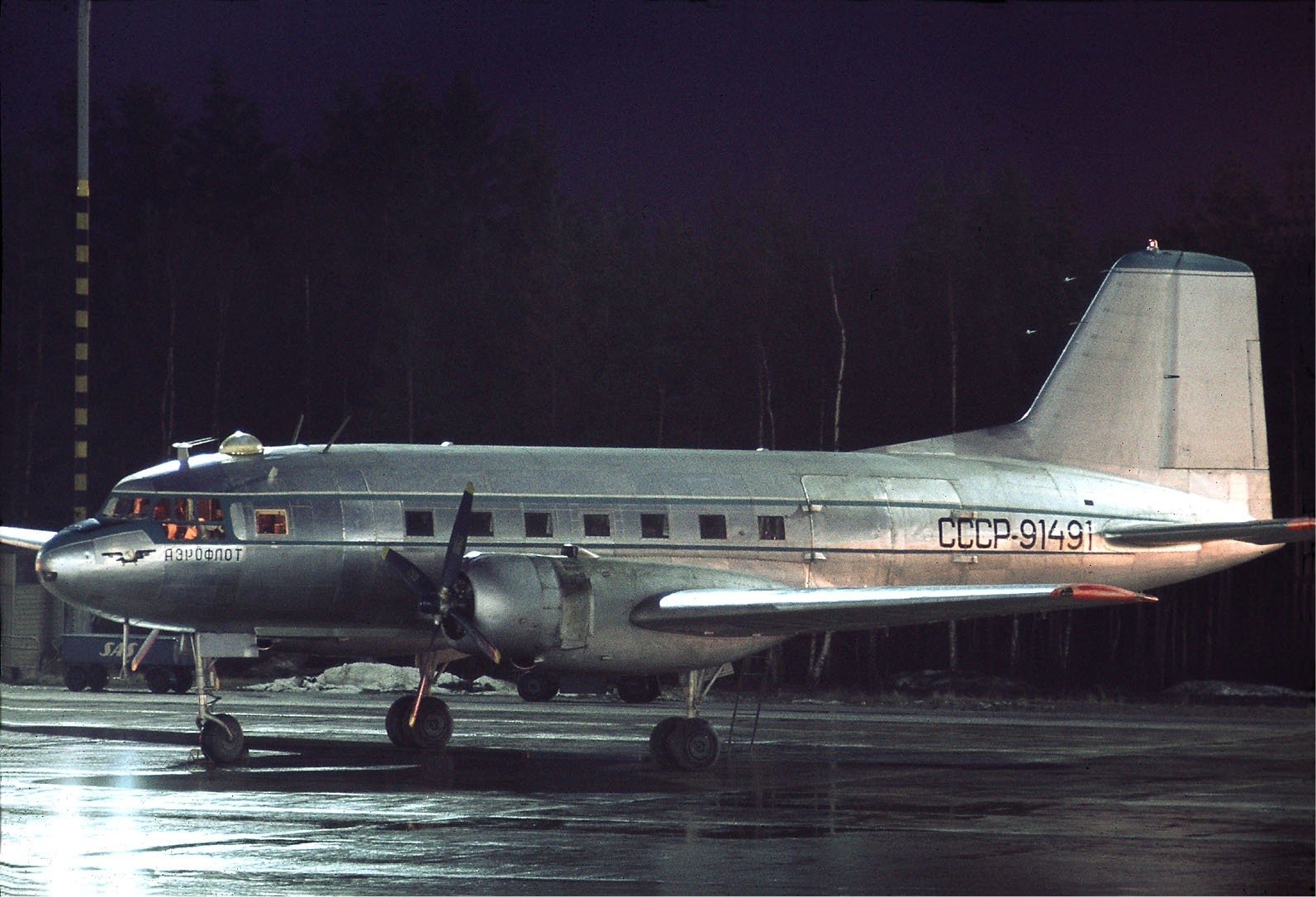
Ил-14
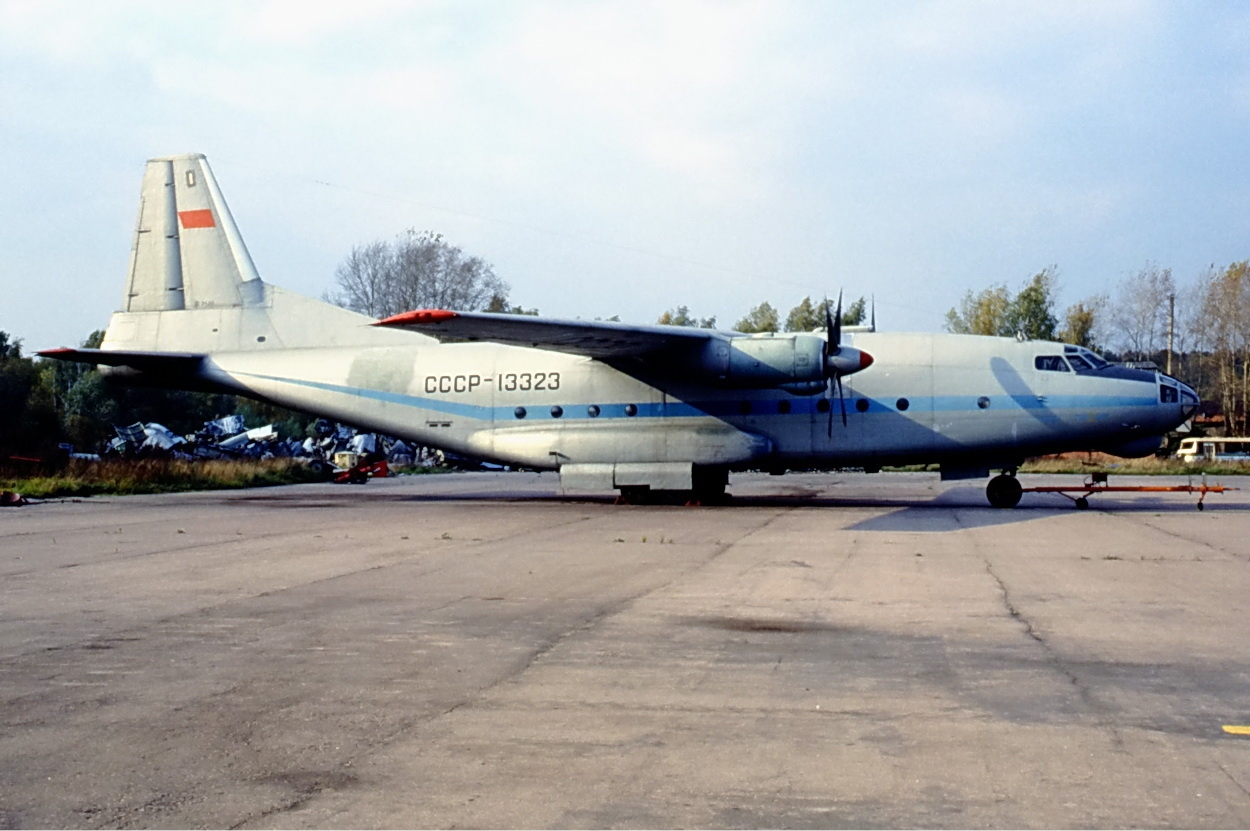
Ан-8
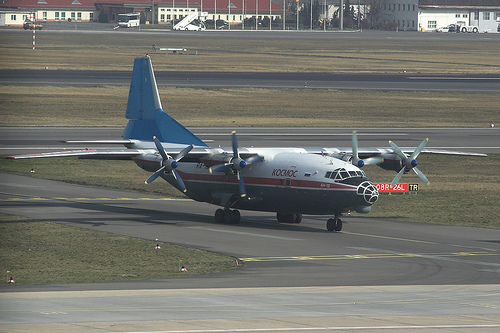
Ан-12
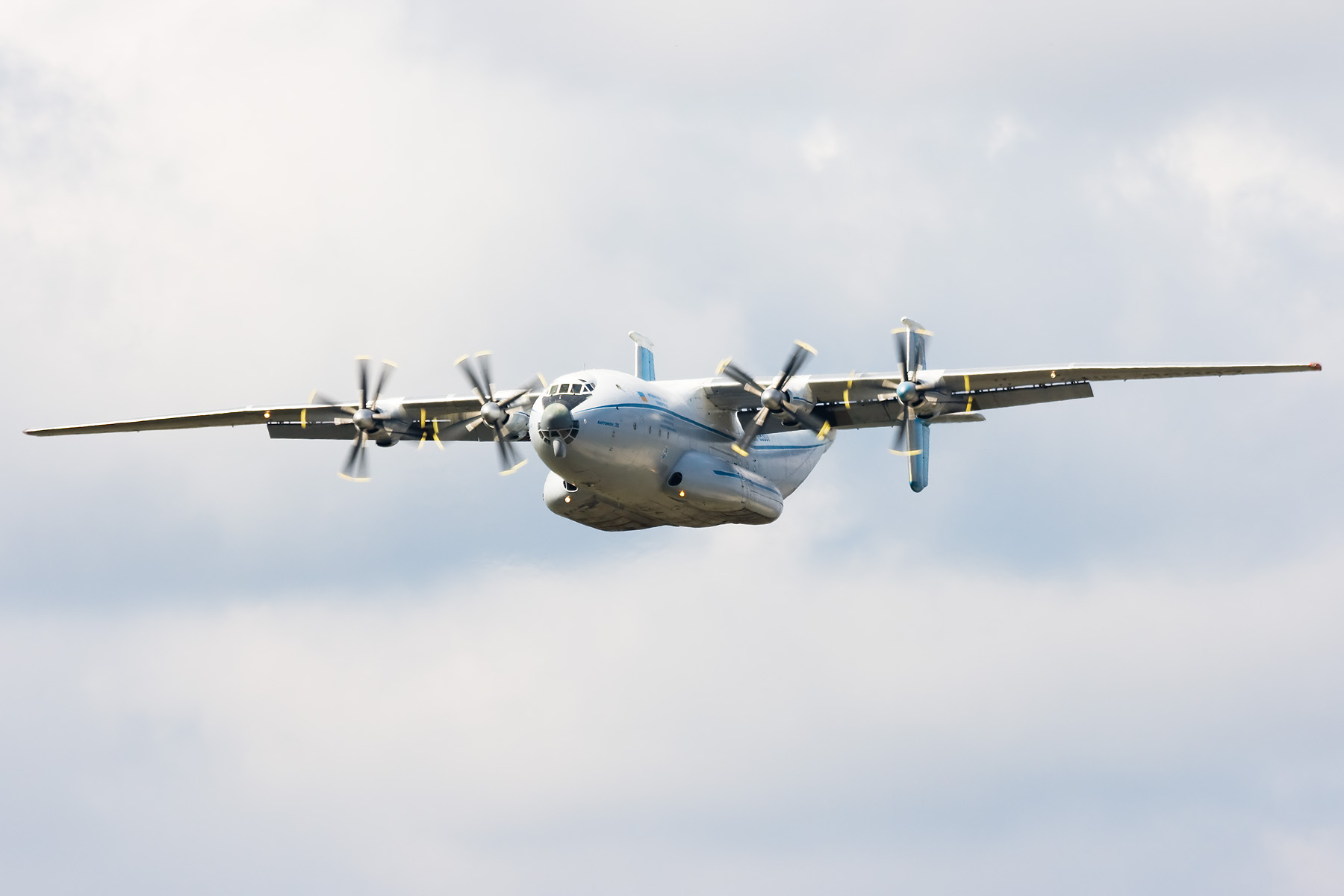
Ан-22 «Антей»
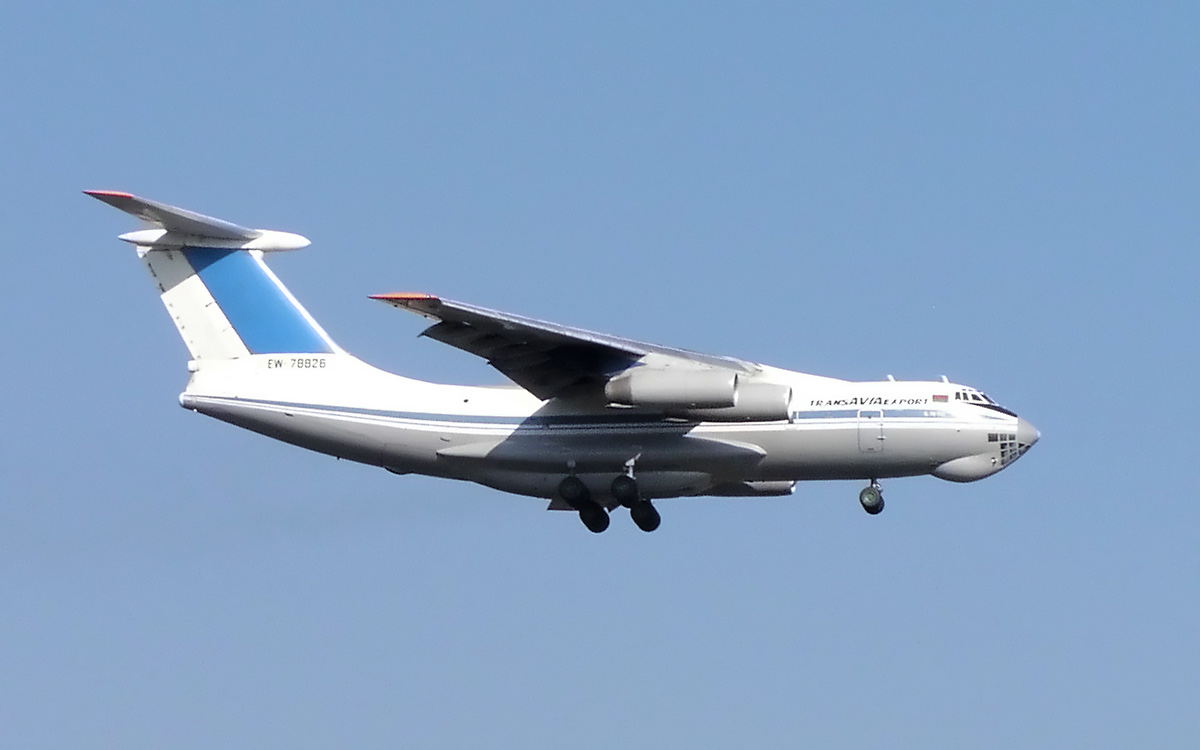
Ил-76